# Emberménil
Emberménil település Franciaországban, Meurthe-et-Moselle megyében. Lakosainak száma 240 fő (2022. január 1.). Emberménil Lagarde, Laneuveville-aux-Bois, Leintrey, Mouacourt, Vaucourt, Vého, Xousse, Xures és Domjevin községekkel határos.

## Népesség
A település népességének változása:
| Lakosok száma | 129  | 178  | 232  | 251  | 270  | 263  | 260  | 257  | 254  | 240  |
|               | 1968 | 1982 | 1990 | 2006 | 2013 | 2015 | 2017 | 2019 | 2020 | 2022 |